# Paint the Sky with Stars
Paint the Sky with Stars: The Best of Enya — це збірка найкращих творів ірландської співачки Enya, видана 11 листопада 1997 року. Збірка також включає два нових треки: «Only If…» і «Paint the Sky with Stars».

## Список треків
1. Orinoco Flow — 4:26
2. Caribbean Blue — 3:58
3. Book of Days (English Lyric) — 2:56
4. Anywhere Is (Edit) — 3:46
5. Only If… — 3:19
6. The Celts — 2:57
7. China Roses — 4:40
8. Shepherd Moons — 3:40
9. Ebudæ — 1:52
10. Storms in Africa — 4:11
11. Watermark — 2:26
12. Paint the Sky with Stars — 4:15
13. Marble Halls — 3:55
14. On My Way Home (Remix) — 3:38
15. The Memory of Trees — 4:19
16. Boadicea — 3:28

## Сингли
Трек «Only If…» був виданий як сингл у тому ж році разом з раніше невиданим «Willows On The Water», а також з «Oíche Chiún» («Silent Night») як аккомпонуючі треки.

## Продакшн
- Продюсер: Nicky Ryan
- Аранжування: Enya, Nicky Ryan
- Тексти: Roma Ryan
- Усі треки видані EMI Songs Ltd
- Фотографії: David Scheinmann
- Каліграфія та дизайн: Brody Neuenschwander
- Майстер: Arun